# Какута, Какудзи
Какудзи Какута (яп. 角田覚治 какута какудзи) — японский военный деятель.

## Биография
Родился 23 сентября 1890 года в селении Минамикамбара префектуры Ниигата, в Японской Империи. В 1911 году закончил Императорскую Военно-Морскую Академию.
Служил на крейсерах и линейных кораблях Императорского Флота Японии, с 1934 года командовал кораблём. 15 ноября 1939 года произведён в контр-адмиралы.
С началом войны на Тихом океане с 4-й дивизией авианосцев (лёгкий авианосец «Рюдзё») обеспечивал захват Филиппин, участвовал в рейде японского флота в Индийский океан.
В сражении у атолла Мидуэй возглавлял года 2-е авианосное ударное соединение, ядром которого была находившаяся под его же командованием 4-я дивизия авианосцев, имевшая «Рюдзё» и авианосец «Дзюнъё». Самолёты Какуты нанесли 3 и 4 июня 1942 года внезапные мощные удары по базе ВМС США Датч-Харбор, в рамках замысла адмирала Ямамото Исороку по разгрому ВМС США в Тихом океане. Авиация ВМС США была застигнута на аэродромах, тем самым, господство в воздухе над Алеутами перешло к японцам, что позволило захватить острова Атту и Кыска.
После неудачного сражения у Мидуэя соединение Какуты было переименовано во 2-ю дивизию авианосцев, активно участвовавшую в обороне Соломоновых островов.
1 ноября 1942 года произведён в вице-адмиралы.
1-го июля 1943 Какута был назначен командующим 1-м воздушным флотом, базировавшимся на наземных аэродромах тихоокеанских островов. В ходе сражения за Марианские острова в июне 1944 года понёс огромные потери от ударов американской авианосной авиации, аэродромы были выведены из строя. В то же время Какута слал вице-адмиралу Одзаве, возглавлявшему японское авианосное соединение, лживые донесения о своих успешных действиях и минимальных потерях, побуждая Одзаву ввязаться в решающее сражение, закончившееся катастрофой.
В ходе сражения находился на острове Тиниан, являясь самым высокопоставленным военным среди японского контингента. Когда американские силы взяли остров, Какута с несколькими подчинёнными несколько раз пытался бежать на лодках, однако им это не удалось, и они укрылись в пещере на востоке острова. Больше их никто не видел. Предполагается. что Какута совершил самоубийство и захоронен в секретном месте.